# Rambler
Pour les articles homonymes, voir Rambler (homonymie).
Rambler est un portail web et moteur de recherche très populaire en Russie. Il a été créé en 1996.
Selon Alexa Internet, le site est le 12e plus visité en Russie et le 192e mondialement. Il accueille 500 000 visiteurs uniques chaque jour.